# Rhinyptia schizorhina
Rhinyptia schizorhina är en skalbaggsart som beskrevs av Ohaus 1914. Rhinyptia schizorhina ingår i släktet Rhinyptia och familjen Rutelidae. Inga underarter finns listade i Catalogue of Life.